# Qeqqata
Qeqqata (en groenlandès: Qeqqata Kommunia, que significa 'el centre') és un municipi de Groenlàndia, ubicat a la costa occidental de l'illa. Establert l'1 de gener del 2009, agrupa els antics municipis de Maniitsoq, Sisimiut i Kangerlussuaq. La seva població és de 9.620 habitants (2013) El centre administratiu del municipi es troba a Sisimiut (en danès: Holsteinsborg).

## Geografia
El municipi està flanquejat pel municipi de Sermersooq al sud i a l'est, encara que els assentaments i el comerç associat es concentren principalment a la costa. Al nord limita amb el municipi de Qaasuitsup. Les aigües de la costa occidental són les de l'estret de Davis, que separen Groenlàndia de l'illa de Baffin. Amb una superfície de 115.500 km², és el segon municipi més petit de Groenlàndia, després de Kujalleq.

## Assentaments
- Àrea de Maniitsoq
  - Maniitsoq (Sukkertoppen)
  - Atammik
  - Kangaamiut
  - Napasoq
- Àrea de Sisimiut
  - Sisimiut (Holsteinsborg)
  - Itilleq
  - Kangerlussuaq (Sondrestrom)
  - Sarfannguit

## Transport
Igual que a la resta de Groenlàndia, no hi ha carreteres entre assentaments. Els tres aeroports del municipi són el de Qeqqata, l'aeroport internacional de Kangerlussuaq, el de Maniitsoq i el de Sisimiut. Als altres assentaments s'accedeix amb vaixells.